# Política Pesquera Común de la Unión Europea

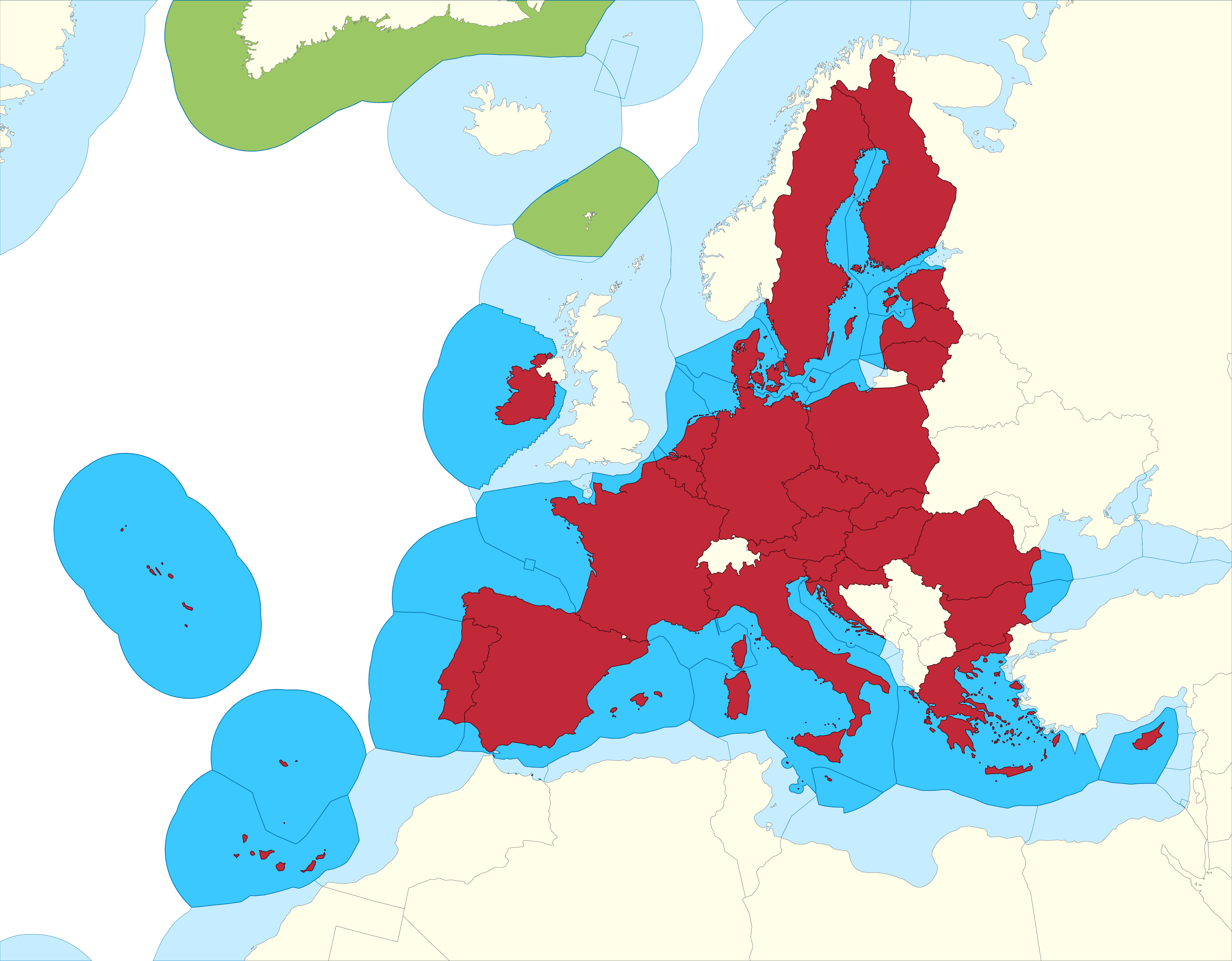
Zona Económica Exclusiva de la UE. Con 25 millones de km², es la mayor del mundo.

La Política Pesquera Común (PPC) es la política pesquera de la Unión Europea. Establece cuotas para limitar la cantidad de pescado de cada especie que las flotas pesqueras europeas pueden capturar. En 2004 tuvo un presupuesto de 931 millones de euros, aproximadamente el 0,75% del presupuesto de la Unión Europea.
Forma parte integrante de la política agrícola común.
El objetivo principal de la PPC es mantener la competitividad sin que suponga una amenaza para la supervivencia de las especies y deterioro de los ecosistemas marinos.